# Oude Hoogstraat

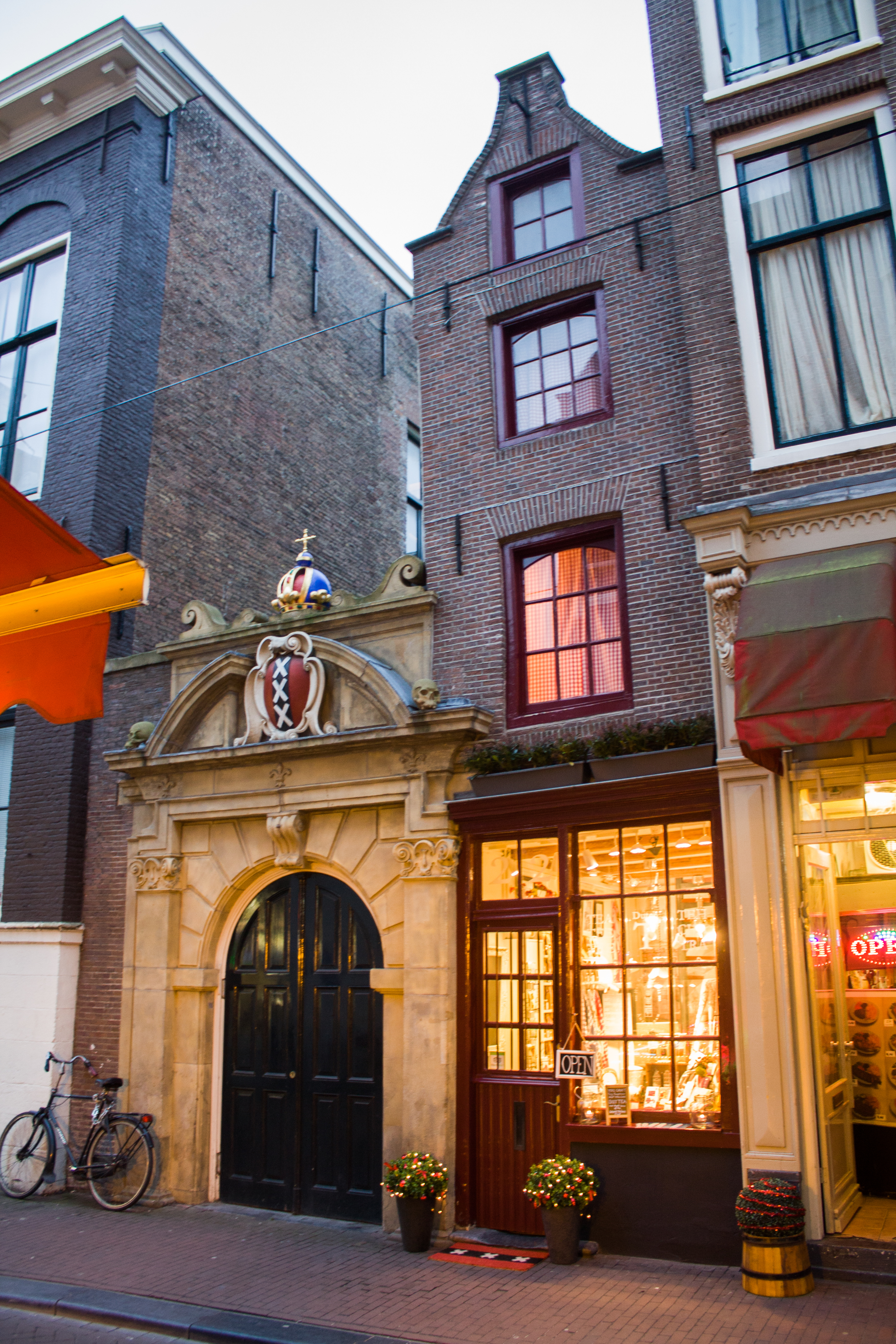
Voorzijde van het kleinste huis van Amsterdam aan Oude Hoogstraat 22

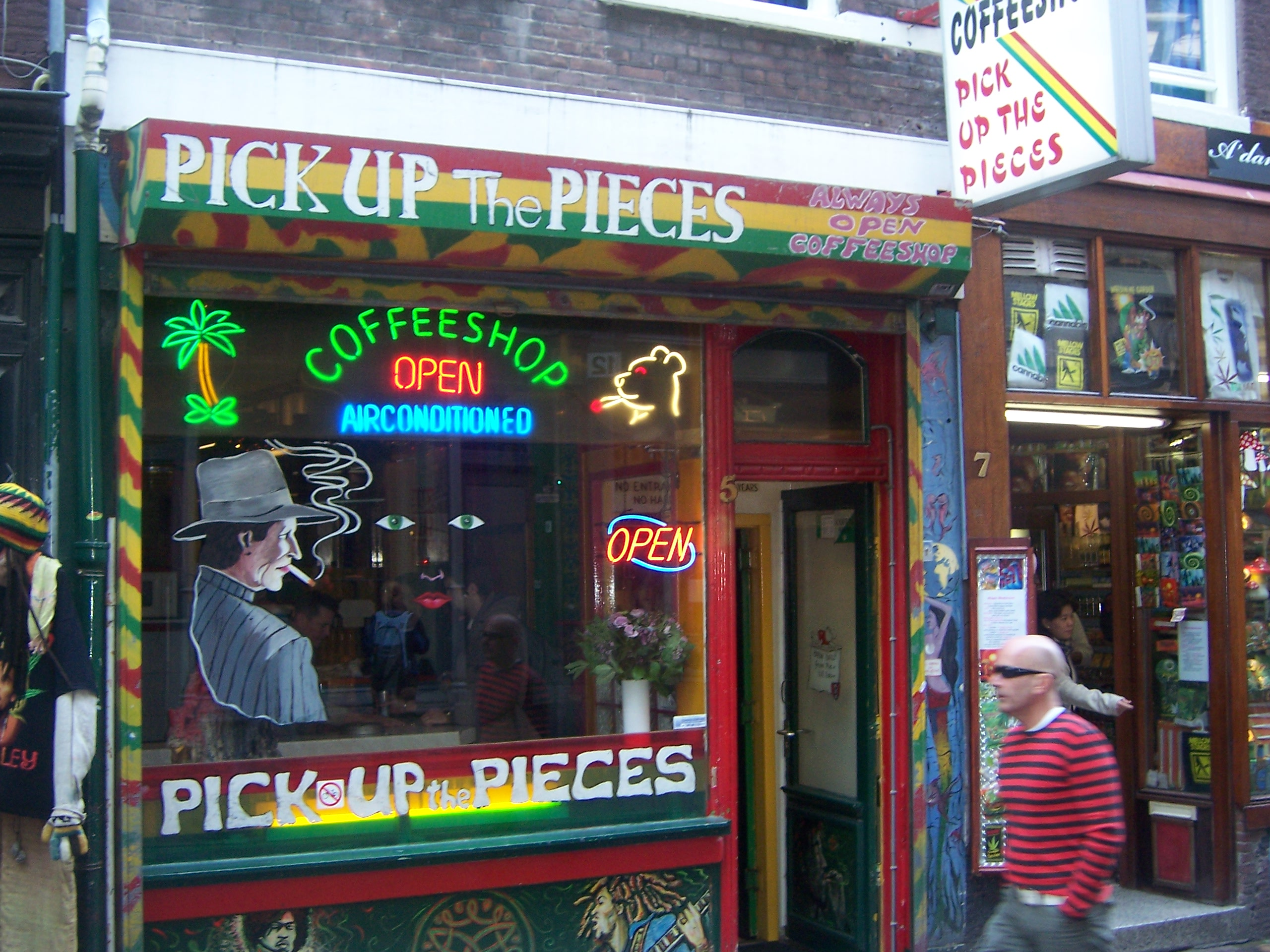
Een coffeeshop aan de Oude Hoogstraat

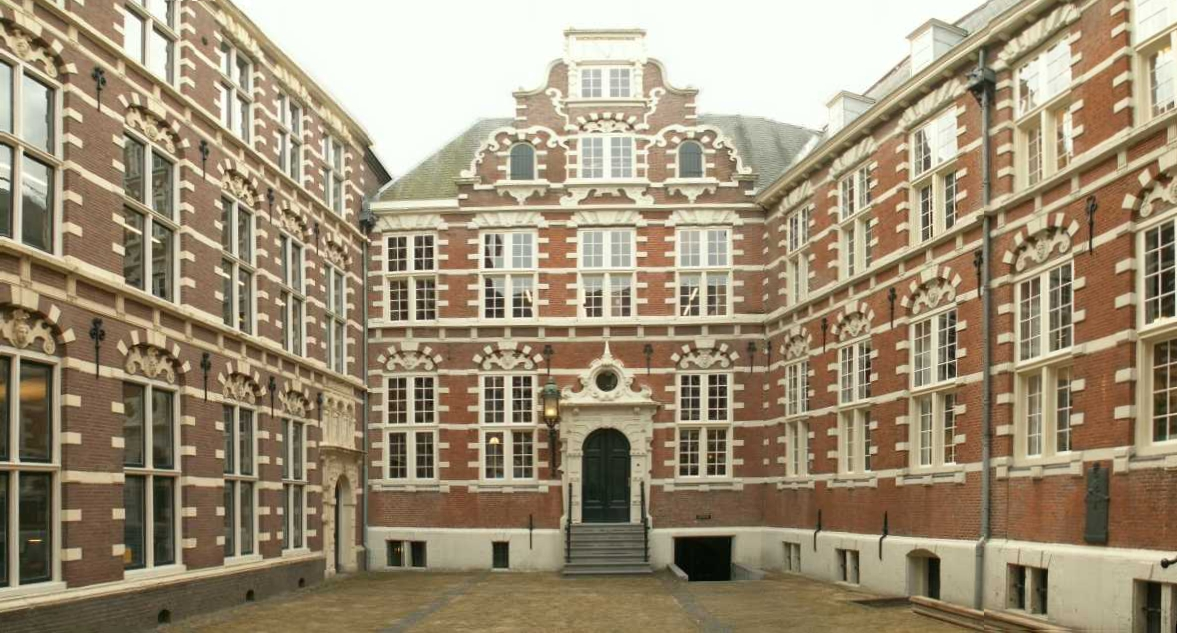
Binnenplaats van het Oost-Indisch Huis

De Oude Hoogstraat is een Amsterdamse straat die de Oude Doelenstraat verbindt met de Nieuwe Hoogstraat in Amsterdam-Centrum. De straat loopt in min of meer oostelijke richting van de Paulusbroedersluis (brug 215) over de Oudezijds Achterburgwal naar de Bushuissluis (brug 224) over de Kloveniersburgwal. De straat loopt parallel aan de zuidelijke grens van het prostitutiegebied op de Wallen en scheidt het noordelijke Wallengebied van het rustiger zuidelijke deel van de Oudezijds Achterburgwal. Ter hoogte van Oude Hoogstraat 19 ligt de Bethaniëndwarsstraat.
De straat is van oudsher een winkelstraat en maakt deel uit van de doorgaande, deels autovrije, route vanaf de Dam - Damstraat - Oude Doelenstraat - Oude Hoogstraat - Nieuwe Hoogstraat. Naast op toerisme gerichte bedrijvigheid (coffeeshops, souvenirwinkels, horeca) vindt men hier een gevarieerd winkelaanbod, waaronder een van de grootste antiquariaten van de hoofdstad.
In het verlengde van de Oude Hoogstraat aan de Nieuwe Hoogstraat / hoek Sint Antoniesbreestraat ligt een uitgang van het metrostation Nieuwmarkt.

## Gebouwen
Markante gebouwen zijn:
- Het Oost-Indisch Huis, Oude Hoogstraat 24. Dit 17e-eeuwse gebouw, vermoedelijk ontworpen door Hendrick de Keyser, was het hoofdkwartier van de VOC. De aangrenzende, voor een groot deel aan de Kloveniersburgwal gelegen neogotische vleugel verrees rond 1890 op de plaats van het voormalige Bushuis. Het gehele complex is in gebruik door de Universiteit van Amsterdam.
- Het toegangspoortje van de Oude Waalse Kerk aan de Oude Hoogstraat tussen nummers 24 en 22.
- Het kleinste huis van Amsterdam (Oude Hoogstraat 22), bekend als het "smalste huis van Europa". Het huisje met een Amsterdamse tuitgevel is 2,02 meter breed en 5 meter diep.

## Geschiedenis
In de middeleeuwen vormde de Oude Hoogstraat een deel van de belangrijkste oost-westas van Amsterdam, die van de Dam naar de Sint Antoniesdijk liep, destijds de oostgrens van de stad.
Aan en rond de Oude Hoogstraat lagen in de 14e, 15e en 16e eeuw de terreinen van meerdere kloostercomplexen zoals het Bethaniënklooster, Ursulaklooster, Paulusbroederklooster, Ceciliaklooster en Minderbroedersklooster. Na de Alteratie (de Reformatie) in Amsterdam in 1578 kregen deze gebouwen nieuwe bestemmingen. Het Ursulaconvent, hoek Oudezijds Achterburgwal en Oude Hoogstraat, werd in 1597 het Spinhuis, waar vrouwelijke bedelaars en prostituees tewerkgesteld werden. Het gebouw brandde in 1643 af. De kapel van het Paulusbroederklooster uit 1409 werd de Waalse Kerk. Aan de noordkant van de kerk werd een doorgang gemaakt met een poortje aan de Oude Hoogstraat. Het poortje uit 1616 wordt toegeschreven aan Hendrick de Keyser en is versierd met doodshoofden, een verwijzing naar de begrafenisstoeten die door deze poort de kerk in en uit kwamen. Op de plek van het Bethaniënklooster, tussen de Oude Hoogstraat en de Bloedstraat, kwam een woonwijk; de Bethaniënbuurt.
In 1926 werd de tweede vestiging van de HEMA geopend in de Oude Hoogstraat. Op 4 november 1926 opende de eerste vestiging van de HEMA haar deuren in de Kalverstraat, een paar dagen later gevolgd door een tweede filiaal in de Oude Hoogstraat.
Tijdens de Tweede Wereldoorlog maakte de Duitse bezetter met wachtposten, wegversperringen, prikkeldraad en borden met het opschrift “Joodsche Wijk / Judenviertel” de oude Amsterdamse jodenbuurt tot een getto. Ook de, tussen de Oude en Nieuwe Hoogstraat gelegen, Bushuissluis (Brug 224) werd afgezet met prikkeldraad.
In 2006 werden de autovrije Oude en Nieuwe Hoogstraat heringericht, waarbij een verdiept fietspad werd aangelegd om een duidelijker verschil tussen het fiets- en voetpad aan te brengen.